# Temporada 1998 del Open by Nissan
La Temporada 1998 del Open Fortuna by Nissan es la primera edición de este campeonato. El campeonato se presenta el 6 de abril de ese año como sustituto del Campeonato de España de Fórmula Renault bajo el organizador RPM Racing. 

## Formato
- Dos sesiones de 45 minutos de prácticas.
- Dos sesiones de clasificación de 30 minutos cada una de las que se cogía el mejor tiempo combinado de cada piloto.
- Los 8 primeros pilotos resultantes pasaban a una Superpole que decidirían los 8 primeros puestos de la parrilla.
- Warm up 2 horas antes de la primera carrera de 15 minutos de duración.
- Dos carreras por fin de semana con la misma duración y mismo sistema de puntuación.

- Las carreras las emitía en directo TVE-2
- Los tres primeros clasificados del Open Fortuna by Nissan realizarián un test con Minardi F1 a final de temporada.

### Datos técnicos
- Chasis Fortuna - Coloni CN1/98
- Motor Nissan SR2.0 DE, con 16 válvulas y una potencia máxima de 250 CV. a 8.000 rpm
- Neumáticos Michelin

## Calendario
Test
| N.º | Circuito             | Localización               | Fecha           |
| --- | -------------------- | -------------------------- | --------------- |
| 1   | Circuit de Catalunya | Montmeló                   | 6 de abril      |
| 2   | Circuito de Albacete | Albacete                   | 8 de abril      |
| 3   | Circuito de Jerez    | Jerez de la Frontera       | 25 de junio     |
| 4   | Donington            | Donington                  | 3 de septiembre |
| 5   | Circuito del jarama  | San Sebastián de los Reyes | 15 de octubre   |

Temporada
| Ronda | Circuito             | Localización               | Fecha           |
| ----- | -------------------- | -------------------------- | --------------- |
| 1     | Circuito de Albacete | Albacete                   | 26 de abril     |
| 2     | Circuit de Catalunya | Montmeló                   | 24 de mayo      |
| 3     | Circuito de Jerez    | Jerez de la Frontera       | 28 de junio     |
| 4     | Donington            | Donington                  | 6 de septiembre |
| 5     | Circuit de Catalunya | Montmeló                   | 5 de octubre    |
| 6     | Circuito de Albacete | Albacete                   | 18 de octubre   |
| 7     | Circuito del Jarama  | San Sebastián de los Reyes | 8 de noviembre  |

## Escuderías y pilotos participantes
- Los dorsales se otorgaron en orden de los más rápidos en los test de pretemporada de los días 6 y 8 de abril.